# Udvarhölgy

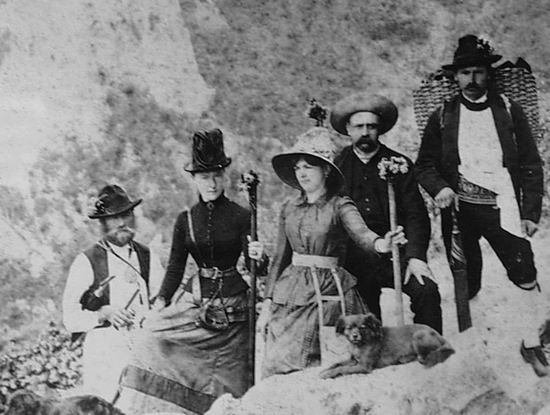
Ferenczy Ida, Erzsébet királyné udvarhölgye (jobbról a 3.) egy hegyi túrán

Az udvarhölgy vagy palotahölgy  egy sajátos szakma volt: arisztokrata melletti háztartási alkalmazott, társalkodónő stb. lehetett. Magának is arisztrokrata származásúnak kellett lennie.

## Fogalma
Az udvarhölgy (Hofdame) a Habsburg udvartartásban szolgálatot teljesítő nemesi hölgy volt. Csak fiatal nemesi lányok jelentkezhettek szolgálatra. Ennek elnyerése után udvari környezetben kaptak iskolai oktatást, amelyek szoros kapcsolatban álltak a dinasztiával, ennek megfelelően szocializálódtak. A diákok több éves tanulmányaik alatt különböző ceremóniákon reprezentatív szerepet is kaphattak, majd felnőttként a császári udvartartásban tevékenykedtek.
A császárnéi és királyéi palotahölgyek hasonló funkciót töltöttek be az udvarban, mint a férfiaknál a kamarások. Az udvarhölgyi hivatal elnyeréséhez őspróbának kellett magukat alávetni, ezért csak az egyenrangú házasságokból származó hölgyek nyerhették el a tisztséget. 
A palotahölgy az udvarhölgyeknek egyik osztálya volt, melyet a francia udvarnál neveztek el elsőben így, megkülönböztetésül a díszhölgyektől (dames d'honneur). A különbség az udvarhölgy és a palotahölgy között az, hogy előbbi mindig az udvari kíséretben van, az udvarnál lakik, az utóbbi pedig nem. A palotahölgyi méltóság elnyerésére szintúgy őspróbát kellett letenni, mint pl. a kamarási méltóság elnyerésénél. 